# Paul Villard (nhà soạn nhạc)
Paul Villard (1899–1986) là người phổ nhạc cho quốc ca của Tchad, "La Tchadienne". Ông là một tu sĩ Dòng Tên.